# 道場

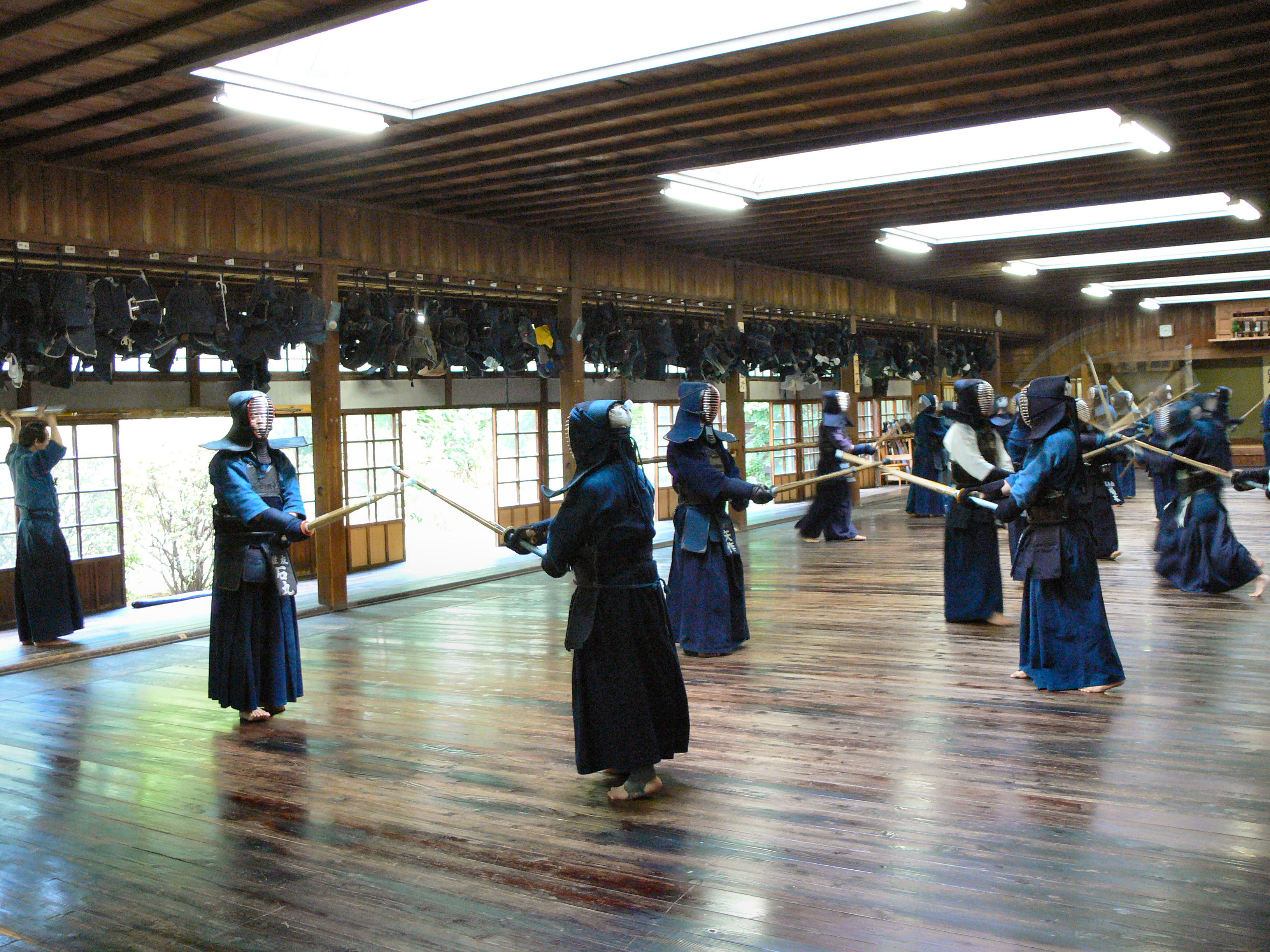
講談社旧野間道場

道場（どうじょう）は、武道の稽古を行う施設である。

## 歴史

### 江戸時代以前

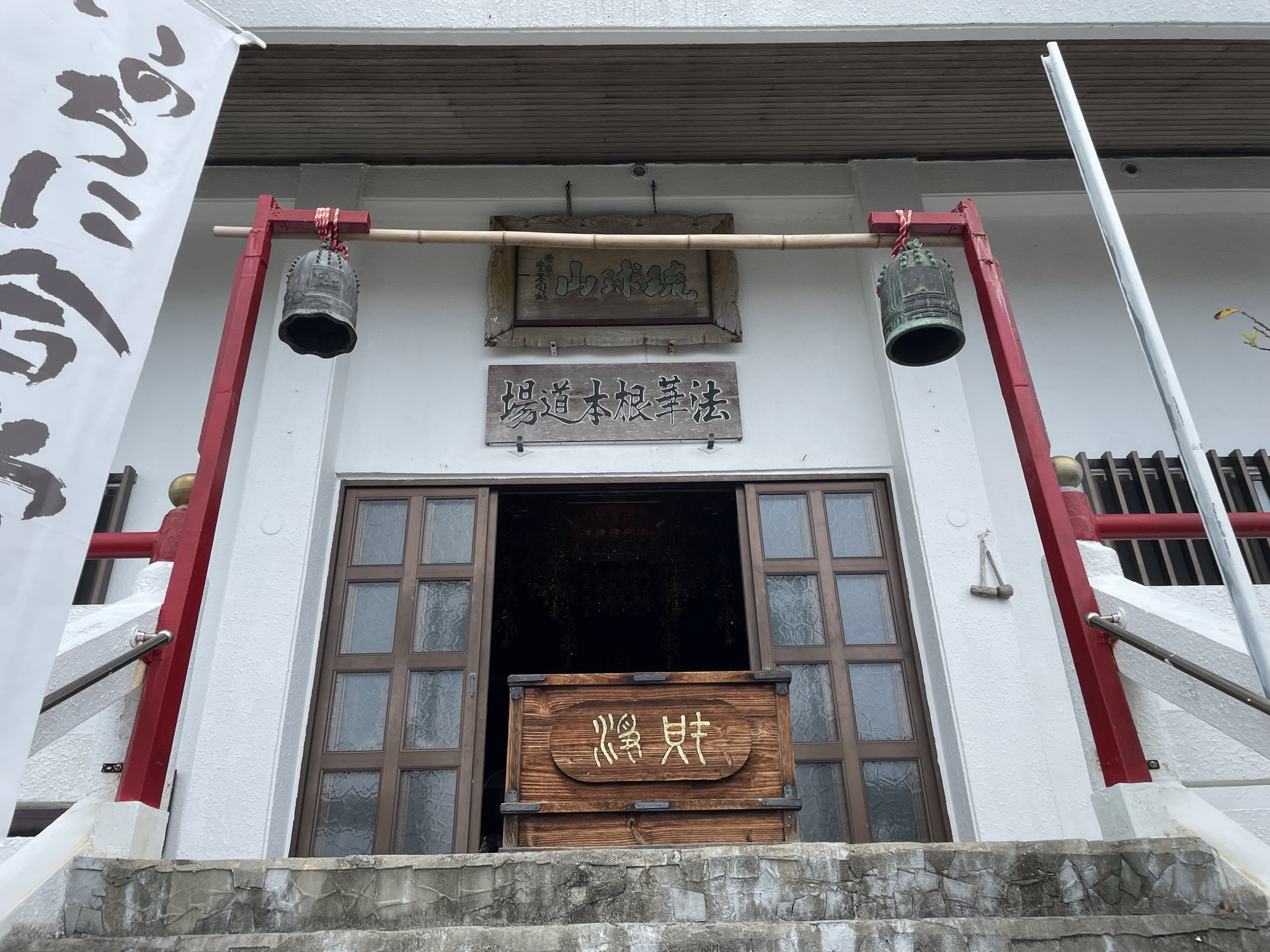
もともと「道場」は仏道修行の場を指す言葉であった。「法華根本道場」の扁額を掲げる寺院（沖縄県那覇市の琉球山法華経寺）

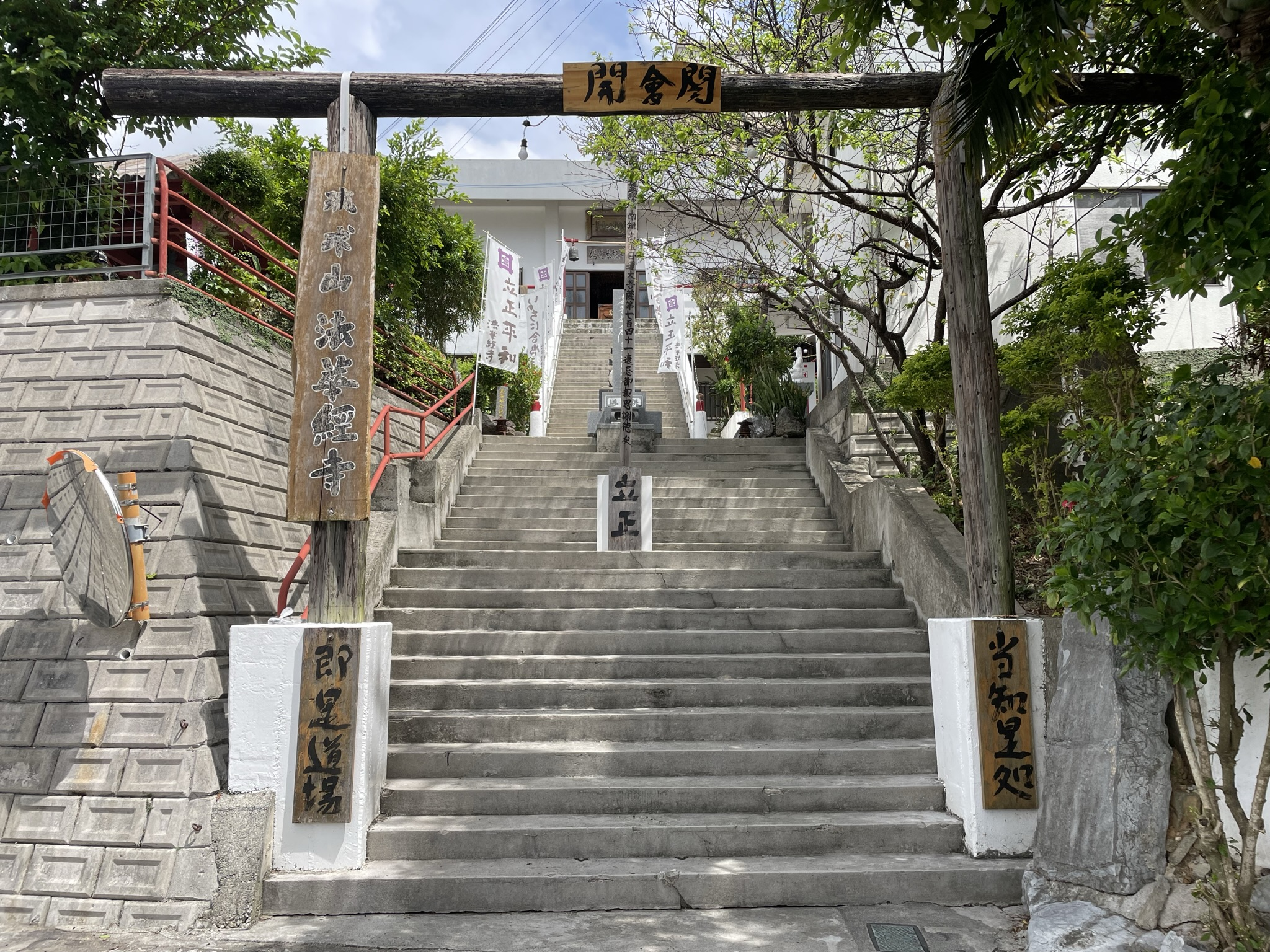
同じ寺の山門。柱の左右のそれぞれに妙法蓮華経如来神力品の句「当知是処」「即是道場」と書いてある。

道場という言葉は本来、武術ではなく、仏教の用語であり、梵語のbodhi-manda（菩提樹下の金剛座）の訳語で、仏道修行の場を指す。

『妙法蓮華経』如来神力品第二十一には「当知是処、即是道場（とうちぜしょ、そくぜどうじょう / まさに知るべし、このところは即ちこれ道場なり）」云々という、いわゆる道場観が説かれている。これは、釈迦の教えを真剣に学び修行する場所は、いつの時代、どの場所であっても、時空を越えて釈迦がさとりを開いた菩提樹下の金剛座とつながって同等の道場になる、という考えである。

禅僧の道元(1200-1253)は、寺ではなく、在家の弟子の家で死去したが、死の直前、この「即是道場」云々の「道場観」の経文を低い声で口ずさみながら歩きまわり、その経文を柱に書き付けた。現代でもこの意味用法は残っており、修行僧を受け入れている禅宗寺院は「道場」と呼ばれる。

### 江戸時代
江戸時代の初め頃に武術の稽古場のことを指して道場と呼ぶ事例も出てきたが、一般的には「稽古場」と呼ばれていた。
戦国時代の末期は、例えば上泉信綱が柳生宗厳の居城におもむき教授するなどのように、師範は全国を廻って弟子のところに訪ねており、稽古場は個人屋敷を利用するなど専門の施設はなかった。ある程度戦乱が治まると、宮本武蔵との戦いで有名な吉岡流などのように定住して稽古場を持つようになっていったものと思われる。
屋外や土間を稽古場とすることが多かったが、江戸時代中期以降、剣術では竹刀稽古、柔術では乱取り稽古が中心になっていったため、板張りや畳の稽古場が整備されるようになった。江戸など人口の多い地域、例えば江戸三大道場などでは入門者が多数に上り、それまでの個人的な小さい稽古場から大きな稽古場へと変化した。また各藩においても藩校に稽古場を併設する藩が多かった。
この頃の稽古場は師範が弟子の稽古を総見する床があり、そこに日本神話から、「剣の神、武の神」とされた「鹿島大神宮」（タケミカヅチ）、「香取大明神」（経津主神）の二柱の神名を書いた掛軸が掛けてあった。

### 明治・大正・昭和前期
明治時代以降、剣道や柔道の稽古場を「武道場」と呼ぶようになり、「武」を略して「道場」と呼ぶことが一般的になった。1899年（明治32年）、大日本武徳会は京都に武徳殿を造営し、その後各府県に大日本武徳会支部として武徳殿が整備された。また、学校教育に剣道、柔道が採用されたことにより、学校に道場が設けられた。学校によっては道場の事を「格技室」と呼ぶ事もある。
1936年（昭和11年）、文部省主催の体育運動主事会議において、「道場ニハ神棚ヲ設クルコト」という答申が行われ、学校の道場への神棚設置が義務化された。神棚は江戸時代の伝統的な道場には無く、この頃から国家神道の影響を受けて設置されるようになったものである。
太平洋戦争敗戦後、占領軍指令により国家神道が廃止され、また学校教育への武道が禁止されたことに伴い、1946年（昭和21年）1月12日に大日本武徳会から理事長・藤沼庄平名義で都道府県支部長宛に「神殿、神棚等撤廃ニ関スル件」が発せられ、神棚は撤去された。ただし現代においても神棚を祀っている道場は少なくない。また、日章旗を掲げている道場もある。

### 昭和後期・平成

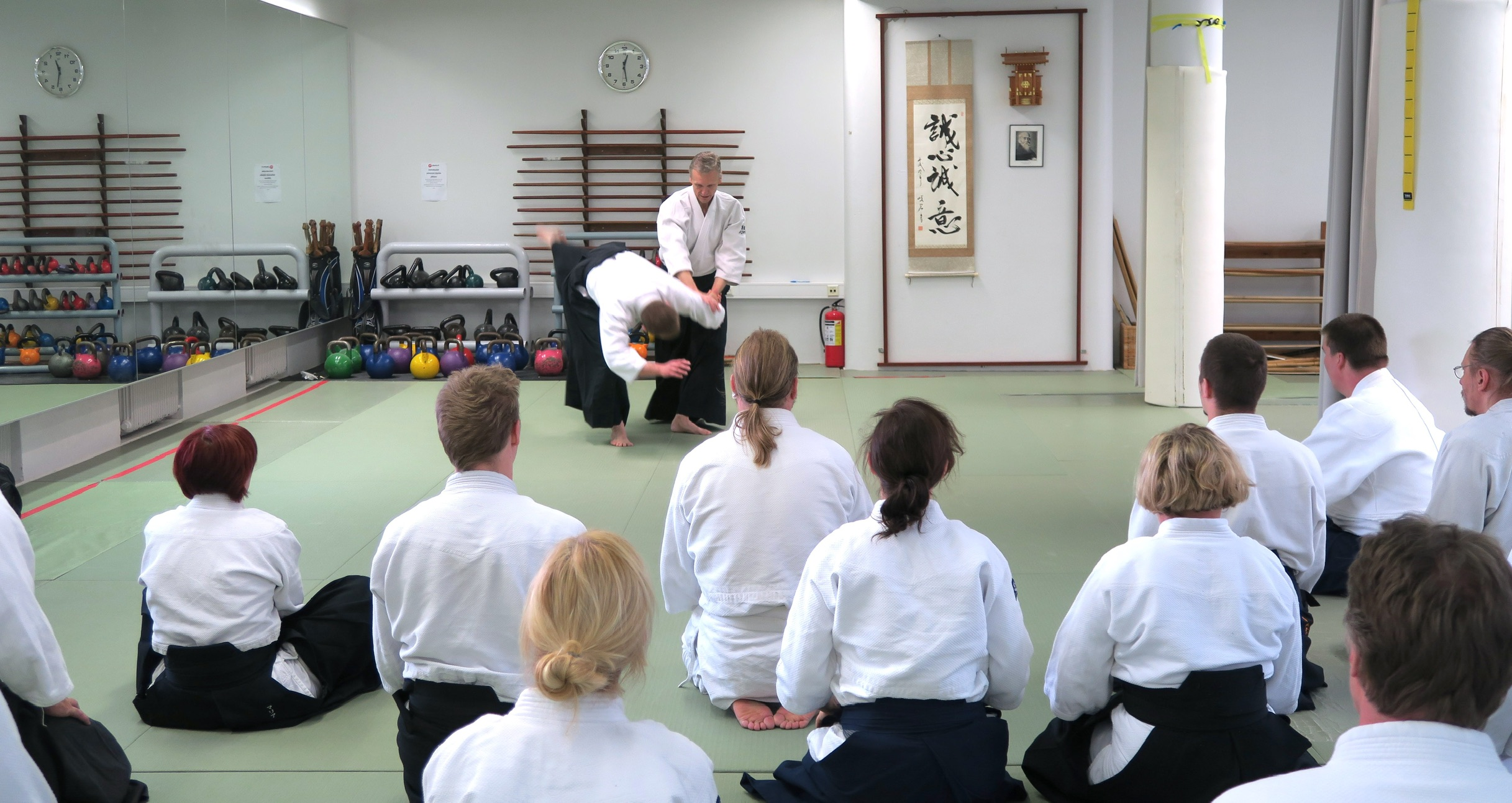
フィンランドにある合気道の道場

現代では都市の過密化や地価の高騰などにより、個人が道場を所有することは難しくなり、体育館や雑居ビルの一室を借りている例も多い。
警察では柔道、剣道、逮捕術が必修とされていることから、各都道府県の警察署、警察学校、警察本部内全てに道場が完備され、全国で見ると数え切れないほどの道場数になる。警察署が柔剣道教室を開き、道場を小中学生に開放していることも多い。
現代の道場の経営形態には、武道の組織・団体の本部が直轄する直轄道場、本部の傘下にあるものの独立した運営を任される管轄道場、どこの団体にも属さない独立自営の町道場、などがある。
道場は日本国内のみならず世界各国に広がっているが、米国では空手道場の大半は町道場であるなど、国や武道のジャンルによって違いがある。

## 養成道場
上述の通り「道場」自体が武道関連の人材を養成する場をあらわす名称であるが、ここから派生して「養成道場」と名乗る講習セミナー等が以下の通り存在する。
| - ニューリーダー養成道場 - 温泉指南役養成道場 - 整体院養成道場 - 管理職/管理者養成道場 - 次世代監督者養成道場 - 地域学芸員の養成道場 - コンサルタント、セミナー講師養成道場 - 福永法源法の華億万長者養成道場 - 浄華教師養成道場 | - スピリチュアル・コーチ養成道場 - 囲碁棋士養成道場永代塾 - プロコン（中小企業診断士）養成道場 - TAKAみちのくのプロレスラー養成道場 - 整体施療師養成目黒整体師養成道場 - みちのく雪かき職人養成道場（山形県村山総合支庁） - 経営者・後継者養成道場 - コーダー道場 |